# Konstancjanowo
Konstancjanowo – dawny majątek. Tereny na których leżał znajdują się obecnie na Białorusi, w obwodzie witebskim, w rejonie brasławskim, w sielsowiecie Druja.
Inna nazwa miejscowości – Konstancjanowo Stare.

## Historia
W czasach zaborów w gminie Druja, w powiecie dzisieńskim, w guberni wileńskiej Imperium Rosyjskiego. 
W latach 1921–1945 folwark a następnie majątek leżał w Polsce, w województwie wileńskim, w powiecie dziśnieńskim, od 1926 w powiecie brasławskim, w gminie Druja.
Według Powszechnego Spisu Ludności z 1921 roku zamieszkiwało tu 58 osób, 50 były wyznania rzymskokatolickiego a 8 prawosławnego. Jednocześnie 43 mieszkańców zadeklarowało polską przynależność narodową, 14 białoruską a 1 rosyjską. Było tu 8 budynków mieszkalnych. W 1931, Wykaz miejscowości wymienia majątek i zaścianek Konstancjowo. Prawdopodobnie majątek został podzielony na dwie oddzielne miejscowości. W 1931 majątek liczył w 5 domów, w których zamieszkiwało 46 osób.
Wierni należeli do parafii rzymskokatolickiej i prawosławnej w Drui. Miejscowość podlegała pod Sąd Grodzki w Drui i Okręgowy w Wilnie; właściwy urząd pocztowy mieścił się w Drui.